# Жебри-Пероси
Жебри-Пероси (пол. Żebry-Perosy) — село в Польщі, у гміні Ольшево-Борки Остроленцького повіту Мазовецького воєводства.
Населення — 94 особи (2011).
У 1975-1998 роках село належало до Остроленцького воєводства.

## Демографія
Демографічна структура станом на 31 березня 2011 року:
|          | Загалом | Допрацездатний вік | Працездатний вік | Постпрацездатний вік |
| -------- | ------- | ------------------ | ---------------- | -------------------- |
| Чоловіки | 56      | 18                 | 35               | 3                    |
| Жінки    | 38      | 8                  | 22               | 8                    |
| Разом    | 94      | 26                 | 57               | 11                   |